# Aldo Da Rold
Aldo Da Rold (Milano, 19 ottobre 1925 – Belluno, 23 agosto 2022) è stato un politico italiano.

## Biografia
Medico neurologo, cardiologo e internista presso l'Ospedale San Martino di Belluno, siede per diversi anni nel consiglio comunale cittadino tra le file repubblicane. Per poco più di quattro mesi, dall'agosto del 1990 al dicembre dello stesso anno, ricopre la carica di sindaco di Belluno, a capo di una giunta di sinistra (PSI-PCI-PRI-PSDI).
Muore all'età di 96 anni nell'agosto del 2022.